# Fruitafossor
Fruitafossor windscheffeli ('excavador de Fruita de Windscheffel') es una especie extinta de mamífero que habitó durante el Jurásico tardío, hace aproximadamente 150 millones de años en lo que hoy es Norteamérica. Sus fósiles se han encontrado en la Formación Morrison.
Este pequeño animal (aproximadamente 15 cm y 30 g) con una antigüedad de 150 millones de años, debe su nombre al lugar donde se hallaron sus restos, en la Formación Morrison en Fruita (Colorado), a sus hábitos zapadores (fossor en latín) y al descubridor del esqueleto fosilizado, W. Windscheffel.
Es el mamífero más antiguo que se conoce con hábitos cavadores y dieta a base de insectos coloniales, para lo cual se valía de potentes brazos cuya robustez, especialmente la de los antebrazos, le ha valido el apodo de "Popeye".
La articulación de estos con el tronco es más similar a la de los monotremas que a la de los placentarios cavadores como los topos, pero no está emparentado con ninguno de los dos grupos actuales de mamíferos.
Una de las características definitorias de esta especie son los molares, cuya raíz única y abierta sugiere que permanecían en constante crecimiento a lo largo de la vida del animal, siendo morfológicamente similares a los de los actuales armadillos, aunque estos aparecieron 100 millones de años después en Sudamérica.
También se han detectado algunas similitudes con la dentición de los oricteropos, pero se achacan nuevamente a la circunstancia de tener hábitos alimentarios similares.
Cladograma
```
===0 
Mammalia
 
Linnaeus, 1758
  - 
mamíferos
  
   |-o 
Fruitafossor
 
Luo & Wible, 2005
  (†)
   | `-- 
Fruitafossor windscheffeli
 
Luo & Wible, 2005
  (†)
   |-> 
Tikitherium
 
Datta, 2005
  (†)
   |--> 
Reigitheriidae
 
Bonaparte, 1990
  - 
reigitéridos
 (†)
   |=> 
Volaticotheria
 
Meng & al., 2005
  - 
volaticoterios
 (†)
   |=> 
Triconodonta
 
Osborn, 1888
  - 
triconodontes
 (†)
   |==> 
Allotheria
 
Marsh, 1880
  - 
aloterios
 (†)
   |==> 
Holotheria
 
Wible & al., 1995
  - 
holoterios
  
   `==> 
Prototheria
 
Gill, 1872
  - 
prototerios
```